# Элджер, Росс
Росс Элджер (англ. Ross Alger; 20 августа 1920, Prelate, Саскачеван — 16 января 1992, Калгари, Альберта) — канадский государственный и политический деятель. Работал мэром Калгари с 1977 по 1980 год.

## Биография
Родился в Прелейте, Саскачеван, переехал в Альберту со своей семьей в 1930-х годах. В 1942 году получил степень бакалавра коммерции в Альбертском университете. Служил в Королевских ВВС Канады во время Второй мировой войны. После окончания войны получил степень магистра в Университете Торонто. Поселился в Калгари и начал карьеру бухгалтера.
В 1958 году был попечителем совета государственной школы, а позже стал председателем. С 1971 по 1974 год был олдерменом городского совета Калгари. В 1974 году баллотировался на должность мэра, но проиграл Роду Сайксу. В 1977 году был избран мэром и пробыл на должности один срок до 1980 года. Заметные достижения во время его правления включают в себя: строительство первого этапа путей легкорельсового транспорта, заявку на право проведения Зимних Олимпийских игр 1988 года и планирование Олимпийского колизея. Являлся братом Гарри Элджера. Умер от рака в 1992 году, который был диагностирован в 1985 году.